# Mikill Pane
Justin-Smith Ikpaema Peter Damian Uzomba (Londres, 1 de Junho de 1985), mais conhecido pelo nome artístico Mikill Pane, é um rapper e compositor inglês contratado pela editora discográfica Mercury. Ele alcançou notoriedade devido ao sucesso do tema "Little Lady" com o músico inglês Ed Sheeran, incluso no projecto musical No. 5 Collaborations Project (2011) de Sheeran. A canção é actualmente a mais vendida do álbum.
Pane apoiou Mac Miller, Rizzle Kicks e Sheeran em digressões nacionais.

## Discografia

### Álbuns de estúdio
- Blame Miss Barclay (2013)
- Night Elm On Mare Street (2019)

### Extended plays
- The Guinness & Blackcurrant EP (2010)
- Party Animal EP (2010)
- Dirty Rider EP (2012)
- The Morris Dancer EP (2012)
- You Guest It EP (2012)
- Good Feeling EP (2013)
- Chairman Of The Bored EP (2013)
- Lucky Strike EP (2013)
- You Guest It Too EP (2013)
- The Godfather EP (2014)
- Let MC It EP (2016)

### Singles
- "Good Feeling" (2013)